# 汪國士
汪國士，字君酬，直隶徽州府黟縣人，明朝、南明政治人物。

## 生平
父汪世澄，從學于理學大家罗汝芳。天啓元年（1621年）中舉，崇禎四年（1631年）中進士，初授福建闽县知县，改廣東揭阳县，升户部主事，至京即督運通橋赴邊外，孑身持籌重關之間，以功升郎中，國储攸赖。调山东兵备参政，分守天津道。值歲饥，竭力输济，乃克如期。未幾，乞骸骨歸里。里中有賊亂，捐饷登陴守御，爲士民倡。尋因幼子遇賊害，感痛卒于芜陰。所著有《宓经讲义》、《简轩十一集》行于世，门人称为「端简先生」。子汪鹤龄、汪启龄，俱諸生，有文名。启龄以監貢仕開建令。

## 引用
1. ↑  《崇祯四年辛未科三百五十名进士履历》：汪国士，口公，易一房，癸巳十月二十六日生。桐城人，辛酉一百十八，會一百三十五，二甲七十三名。工部政，授闽县知县，癸酉本省同考，调揭阳县，乙亥升户部主事，丙子升员外，丁丑升山西司郎中，己卯雲南主考，己卯升山东右参政、天津道。曾祖普。祖夷。父世澄。
2. ↑  《桐城县志》：汪国士，字君酬，崇祯間進士，授福建闽县，闽省會之区，腕睫不容片晷暇，国士一以简静治之，愛民如子，禁火耗，免羡餘，为善政最，改揭阳。時海氛未靖，国士先賞后罰，严保伍，劝农桑，一邑帖然。奏最，擢户部主事，至京即督运通桥，赴边外。国士以孑身持籌重关之间，日卧水，干死生，得喪俱不暇计，以功升郎中，国储攸赖。除山东兵备参议，值岁饥，州邑招买不至，国士殫心而输濟，乃克如期。未幾，乞骸歸里。里中方有贼寇，辄督饷登埤，为士民倡，寻因幼子遇贼害，感痛卒于芜阴。国士生有異質，甫童子试，一操筆辄重國门。父世澄，从学于罗敬溪，理学尤有原本云。所著有《宓经讲义》、《简轩十一集》行于世，门人称为端简先生。子鹤龄、啓齡，俱諸生，有文名。啓齡又以监贡仕開建令。

| 官衔          | 官衔                  | 官衔          |
| ------------- | --------------------- | ------------- |
| 前任： 吳南灝 | 明朝閩縣知縣 崇禎年間 | 繼任： 張晉徵 |